# La disfressada de Sant Vicenç dels Horts

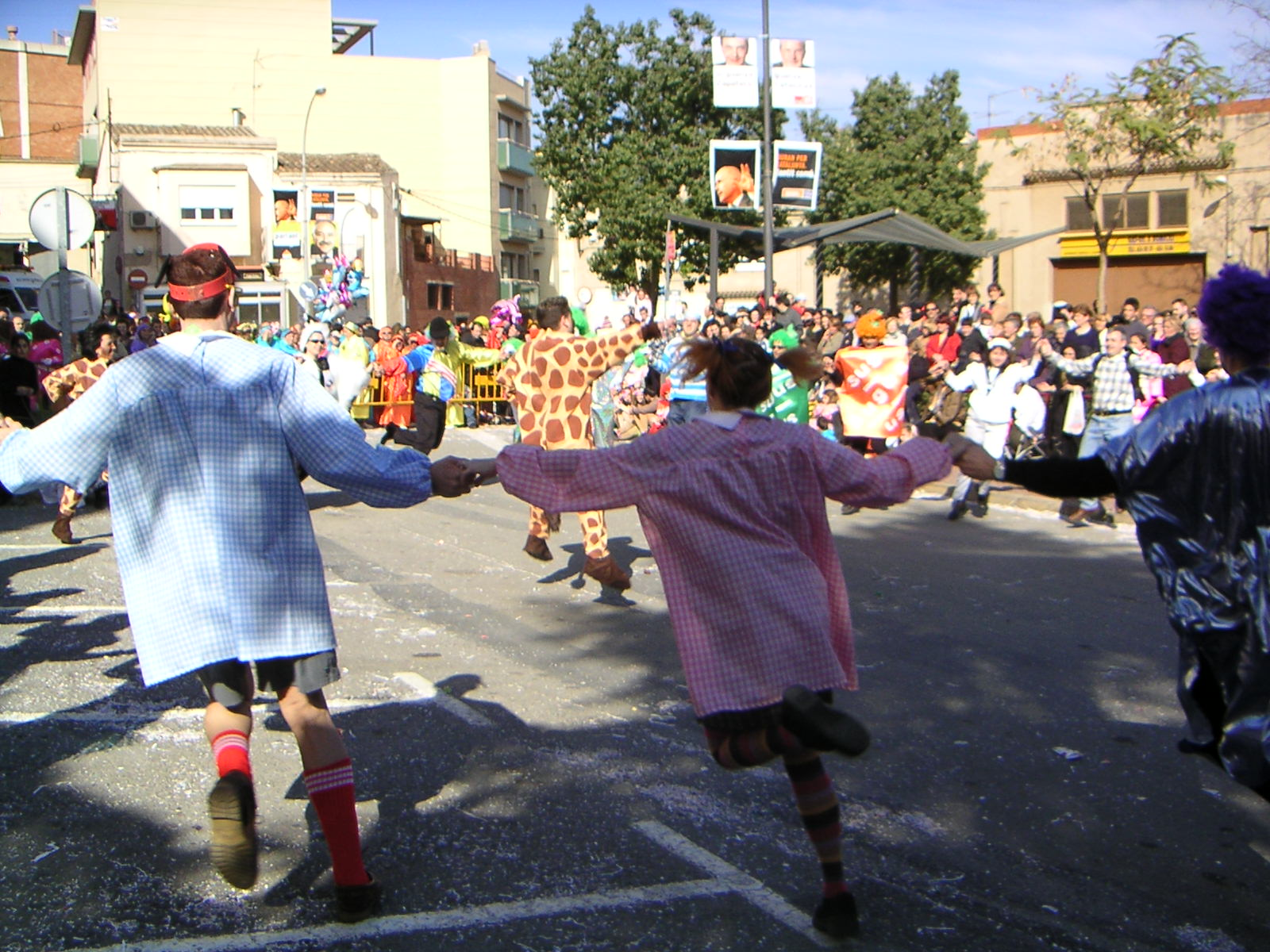
La disfressada de 2004

La disfressada de Sant Vicenç dels Horts és una dansa que es balla en aquesta població durant Carnestoltes.
A més a més de les activitats pròpies d'aquesta celebració, s'organitzaven uns aplecs de danses variades, que tenien un cert caire màgic i de ritual agrari, i que rebien en conjunt el nom de Disfressada. Aquestes danses eren el Carrenxenc, l'Espolsada, la Passatgera-voltada, el Llancer, la Cadena, el Molinet, el Contrapàs voltat, la Contradansa, el Galop i la Sardana. La que més destacava entre elles era l'Espolsada, que està relacionat amb certa manera amb el ball de gitanes de la comarca del Vallès.
En l'actualitat, aquesta dansa es balla per Carnestoltes, després de la rua i els balladors són els participants de les diferents comparses.
L’any 2002, en el marc del centenari dels esbarts dansaires de Catalunya, la Disfressada de Sant Vicenç dels Horts es va incorporar a l'espectacle central d’aquesta commemoració, Un país que dansa, interpretada pels esbarts Joventut Nostra, Maragall i Sant Jordi de Barcelona.